# Palais Morass

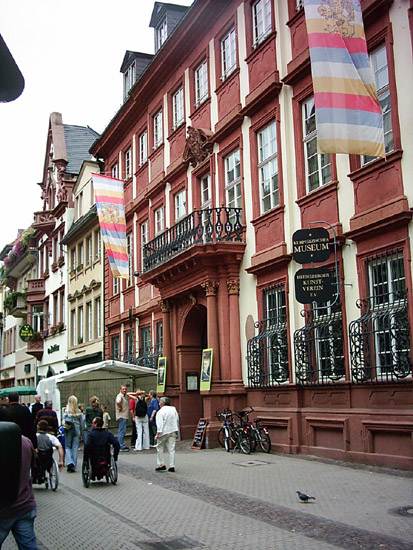
Das Palais Morass in Heidelberg

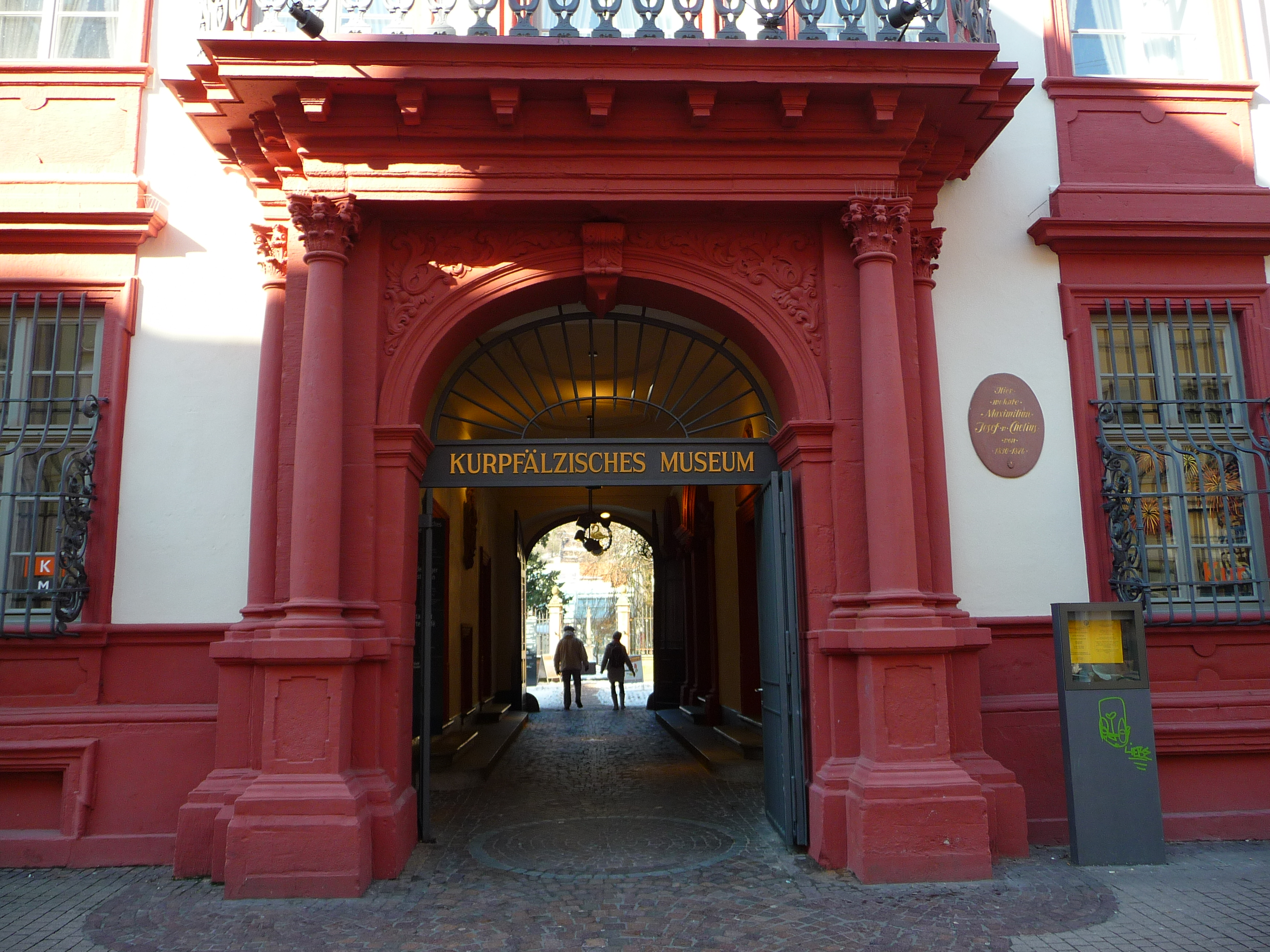
Das Rundbogenportal

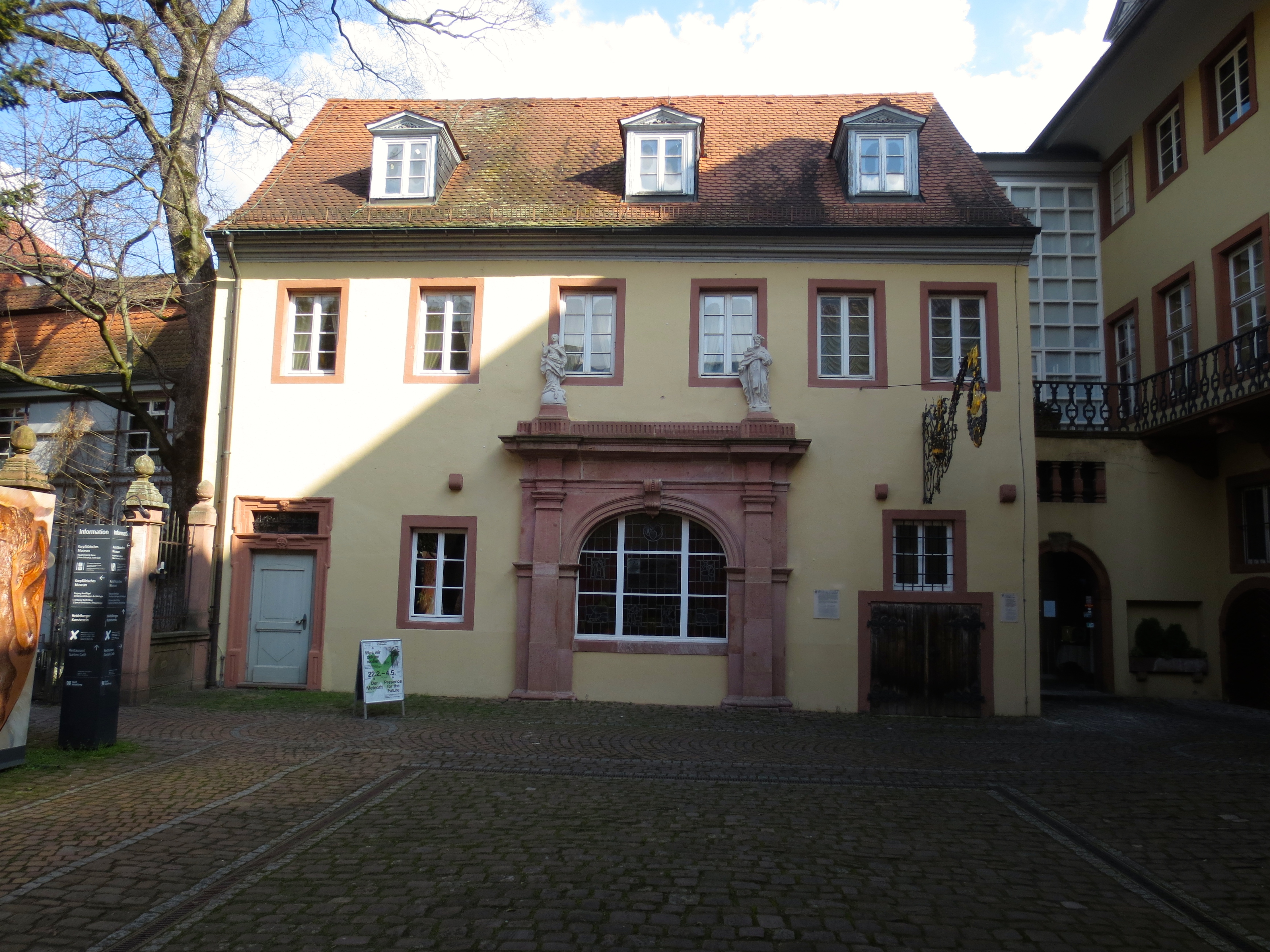
Östlicher Seitentrakt des Palais Morass im Innenhof

Das Palais Morass ist ein barocker Stadtpalast in der Heidelberger Altstadt, der 1712 erbaut wurde. Er beherbergt heute das Kurpfälzische Museum der Stadt Heidelberg.

## Geschichte
Das Palais Morass verdankt seinen Namen seinem Bauherrn, dem Juristen Johann Philipp von Morass, der in den Jahren 1700/1701 Rektor an der Universität Heidelberg gewesen war. Er ließ sich das Palais 1712 vom Barockarchitekten Johann Adam Breunig an der Stelle des „Elende Herberge“ benannten, bis 1693 als Armenspital genutzten, Gebäudes erbauen.
Das Anwesen befand sich ab 1733 (manchmal auch erst 1746 genannt) im Besitz des Generals Philipp Ludwig von Bettendorff. Dessen Wappen befindet sich im Portalstein über dem Balkon, ein zweites Wappen befindet sich in der Tordurchfahrt. Ab 1765 war das Stadtpalais dann im Besitz derer von Zyllenhard(t). Von 1778 bis 1780 wurde, veranlasst durch die Besitzerin Anna Juliana von Zyllenhardt, ein moderner Festsaal im Stil des Klassizismus eingebaut. Das Palais wurde nach dem Aussterben der von Zyllenhard(t) 1831 von den Erben Göler an Maximilian Joseph von Chelius, Professor und der Gründer der chirurgischen Universitätsklinik Heidelberg, verkauft und von diesem bis zu seinem Tode 1876 bewohnt.
Das Anwesen, seit 1905 im Besitz der Stadt, ist seit 1906 Sitz des Kurpfälzischen Museums mit den städtischen Kunstsammlungen. 1920 wurde das Gebäude durch den Architekten Lohmeyer neugestaltet. Bis 1926 war im Erdgeschoss noch eine Bank untergebracht. Im Jahr 1991 wurde hinter dem Museumsgarten ein moderner Glas-Erweiterungsbau geschaffen.

## Architektur
Das Stadtpalais ist ein aus rotem Sandstein bestehender zehnreihiger dreistöckiger rechteckiger Bau. Sowohl die Fassade als auch die Innengestaltung wurden im Stil der Zeit, dem Barock erbaut. Die Innengestaltung des Festsaales im ersten Obergeschoss ist seit einer Umbaumaßnahme im Jahre 1778 im Zeitgeschmack des Louis-seize gestaltet. Blickfang der barocken Fassade des Palais’, ist seine von je zwei Säulen mit korinthischen Kapitellen geschmückte, rechts und links das Rundbogenportal flankierende, architektonische Gestaltung, worauf der Balkon der Beletage über drei Fensterreihen zu ruhen scheint. Innerhalb des Durchgangs vom Eingangsportal zum Innenhof des Palais und anschließender Gartenanlage, gelangt man rechter Hand über eine offene, barocke Treppenanlage in die oberen Etagen des Anwesens.

## Nutzung
Seit 1906 befindet sich im Palais Morass das Kurpfälzische Museum mit der Kunstsammlung der Stadt Heidelberg. Den Grundstock der Ausstellungsstücke bildete die von Graf Charles de Graimberg zusammengetragene Kunstsammlung Heidelberger Altertümer. Der Heidelberger Kunstverein wurde in einem modernen verglasten Anbau des Palais’ innerhalb der Gartenanlage, anschließend an den Innenhof des Anwesens, etabliert. Im Erweiterungsbau befinden sich noch weitere Abteilungen des Kunstmuseums.